# Juanitas (diputadas)
Las Juanitas es el nombre dado en México a un fenómeno político en el que los partidos o asociaciones políticas nominan candidatas a puestos públicos de elección popular con el objetivo oculto adicional de hacer que esa candidata se haga reemplazar con un suplente (varón) predispuesto por el mismo partido. De esta forma no se viola la letra de la cuota de género que marca el reglamento electoral en México. El concepto cobró vida a raíz de los casos de renuncias en serie ocurridas en la política mexicana en el año 2009

## Antecedentes
El Congreso de la Unión es el máximo órgano del poder legislativo en México. Consta de 128 senadores en la cámara alta y 500 diputados en la cámara baja. De éstos, 300 diputados se eligen por mayoría relativa y 200 son nominados por representación proporcional.
La primera cuota de género para las elecciones a este congreso se adoptó en México como una mera sugerencia para los partidos políticos en 1997, lo cual obtuvo como resultado un aumento del 12 al 14% en diputados de género femenino y del 4 al 12% en senadoras de la LVII Legislatura. La cuota se volvió obligatoria en 2003 y se introdujeron sanciones a los partidos por incumplirla. La cuota para candidatos del mismo sexo se fijó en 70%. Así, la proporción femenina aumentó a casi 23% en la cámara baja y a casi 16% en el senado de la LIX Legislatura. En 2006 un nuevo cambio de legislación manifestaba que las solicitudes de registro de candidaturas a ambas cámaras del Congreso presentadas por partidos ante el Instituto Federal Electoral, habrían de integrarse con al menos 40 por ciento de candidatos propietarios de un mismo género, procurando llegar a la paridad, excepto candidaturas de mayoría relativa decididas por votación de cada partido. Esto aumentó a poco más de 17% la proporción femenina en el senado de la LX Legislatura.
El nombre a su vez hace referencia a la controversia generada por la declinación de Rafael Acosta "Juanito" en la elección local de Iztapalapa. En las elecciones internas del Partido de la Revolución Democrática (PRD) en 2009, Clara Brugada fue declarada ganadora al superar por más de 5,000 votos a su contendiente Silvia Oliva Fragoso. Sin embargo, el 12 de junio de 2009, a tan solo 23 días de las elecciones y en medio de grandes controversias, el Tribunal Electoral del Poder Judicial de la Federación (TEPJF) votó anular la candidatura de Brugada y se la otorgó a Silvia Oliva, en un momento en que las boletas electorales que se usarían en las elecciones locales del Distrito Federal ya habían sido impresas, no podrían reimprimirse y mostraban el nombre "Clara Brugada" como candidata del PRD a la jefatura delegacional de Iztapalapa.Como respuesta, el excandidato a la presidencia de la República, Andrés Manuel López Obrador, impulsó como candidato del Partido del Trabajo a Rafael Acosta Ángeles "Juanito", a quien acompañó públicamente a prometer que "renunciaría a su cargo una vez terminada la elección", para que así la Asamblea Legislativa del D.F. nombrara a Clara Brugada como jefa delegacional, como finalmente sucedió.

## Renuncias de laLXI Legislatura

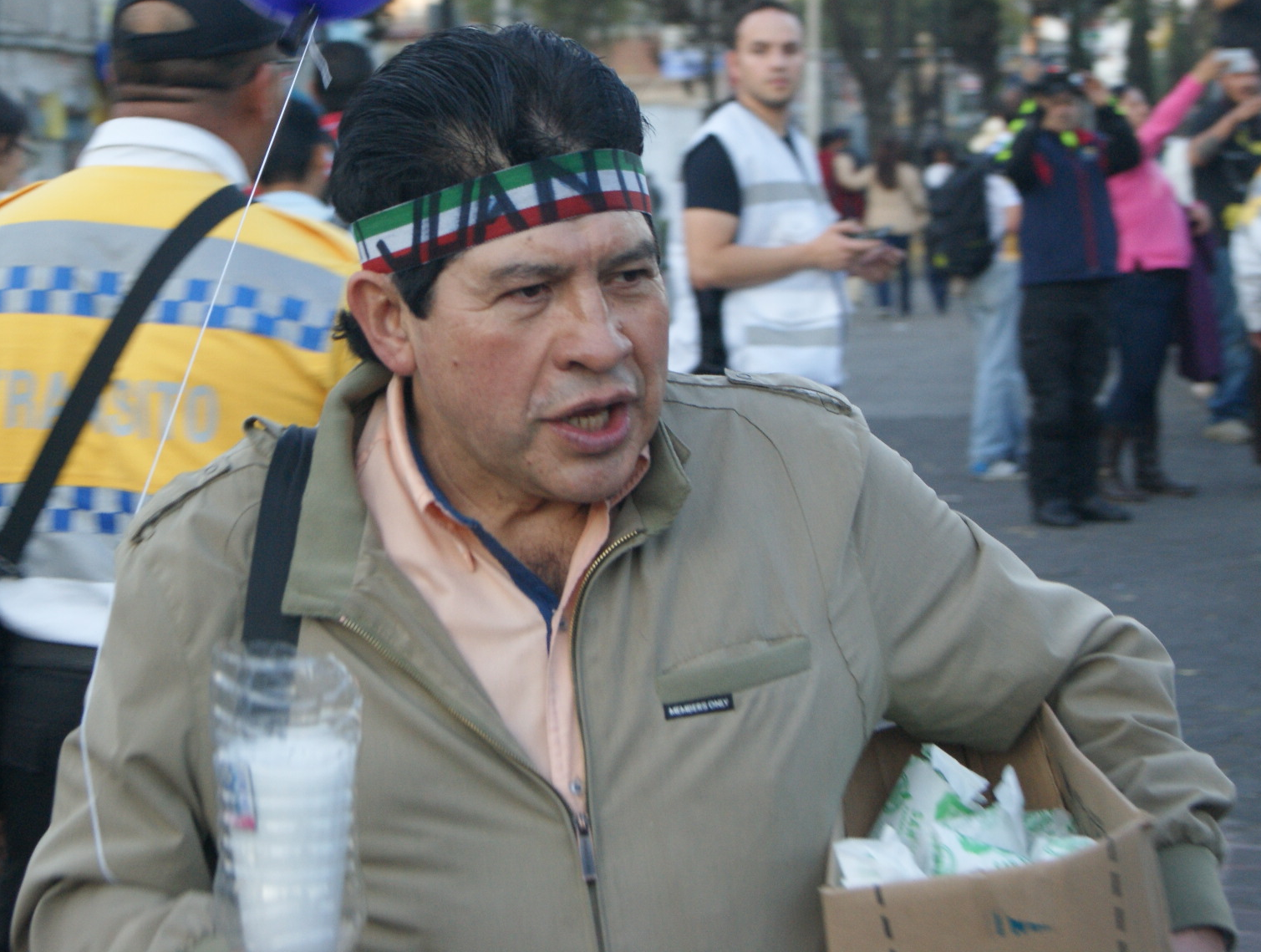
Rafael Acosta «Juanito», de quien la prensa tomó el apodo para dar nombre al caso de las Juanitas.

En la primera sesión de la LXI Legislatura del Congreso de la Unión de México el 3 de septiembre de 2009, se dio una serie de solicitud de licencia para abandonar el cargo por parte de diez diputados electos, en favor de sus suplentes (los suplentes se nominan al iniciar la campaña electoral de los candidatos). De estas diez solicitudes, ocho eran de mujeres. Invariablemente los suplentes eran de género masculino, excepto los de los dos diputados varones, cuyos suplentes designados eran mujeres. En ningún caso se presentó explicación para solicitar licencia.
Varios de los suplentes eran líderes sociales, miembros de la iniciativa privada y extrabajadores de medios de comunicación, lo cual levantó suspicacias.
Se observó que el fenómeno era similar al del caso Acosta-Brugada, por lo cual el apodo Juanito de Acosta se prestó para acomodarlo a las diputadas que renunciaron.
Ante la presión pública y dentro del Congreso para denegar las solicitudes de licencia, varias de las diputadas en cuestión recurrieron a no asistir a las sesiones de la legislatura; de este modo y de acuerdo al reglamento para el gobierno interior del Congreso de la Unión, el presidente de la Cámara llamaría al suplente, únicamente informando a la asamblea.
El revuelo fue de suficiente tamaño como para obligar al Tribunal Electoral de la Federación a adoptar la medida de homologar el sexo de los futuros candidatos a cargo público de elección popular con el de sus suplentes.

## Lista de lasJuanitasoriginales y sus suplentes
| Circunscripción | Diputada «Juanita»              | Suplente                           | Partido |
| --------------- | ------------------------------- | ---------------------------------- | ------- |
| Primera         | María Guadalupe Silerio Núñez   | Marcos Carlos Cruz Martínez        |         |
| Primera         | Anel Patricia Nava Pérez        | Primitivo Ríos Vázquez             |         |
| Primera         | Laura Elena Ledesma Romo        | Maximino Alejandro Fernández Ávila |         |
| Segunda         | Sara Gabriela Montiel Solís     | Enrique Salomón Rosas              |         |
| Segunda         | Yulma Rocha Aguilar             | Guillermo Ruiz de Teresa           |         |
| Segunda         | Hilda Esthela Flores Escalera   | Noé Fernando Garza Flores          |         |
| Segunda         | Mariana Ivette Ezeta Salcedo    | Carlos Alberto Ezeta Salcedo       |         |
| Segunda         | Kattia Garza Romo               | Guillermo Cueva Sada               |         |
| Tercera         | Ana María Rojas Ruiz            | Julián Nazar Morales               |         |
| Tercera         | Olga Luz Espinosa Morales       | Carlos Esquinca Cansino            |         |
| Cuarta          | Fuensanta Patricia Jiménez Case | Cuauhtémoc Gutierrez De La Torre   |         |
| Quinta          | Carolina García Cañón           | Alejandro del Mazo Maza            |         |